# Невядома (Мазовецьке воєводство)
Невядома (пол. Niewiadoma) — село в Польщі, у гміні Сабне Соколовського повіту Мазовецького воєводства.
Населення — 98 осіб (2011).
У 1975-1998 роках село належало до Седлецького воєводства.

## Демографія
Демографічна структура станом на 31 березня 2011 року:
|          | Загалом | Допрацездатний вік | Працездатний вік | Постпрацездатний вік |
| -------- | ------- | ------------------ | ---------------- | -------------------- |
| Чоловіки | 44      | 5                  | 32               | 7                    |
| Жінки    | 54      | 12                 | 30               | 12                   |
| Разом    | 98      | 17                 | 62               | 19                   |